# اسب سیوالی
اسب سیوالی (نام علمی: Equus sivalensis) نام یک گونه از سرده اسب‌ها است.